# House by the River
House by the River és una pel·lícula de melodrama criminal estatunidenc del 1950 dirigida per Fritz Lang i protagonitzada per Louis Hayward, Lee Bowman i Jane Wyatt. Està basada en la novel·la del mateix títol de A. P. Herbert del 1921.

## Trama
Un ric novel·lista, Stephen Byrne, que viu i treballa al costat d'un riu, mata accidentalment a la seva atractiva minyona després que ella comenci a cridar quan fa una passada de borratxo. L'escriptor manipula el seu germà, John, que té una discapacitat física amb una coixera, perquè l'ajudi a desfer-se del cos. Fent ús d'un sac, que Stephen ha manllevat a en John per portar llenya, emboliquen la minyona i l'aboquen al riu. Dies després, el sac i el cos suren i passen per davant de la casa de Stephen. Va a l'aigua i intenta desesperadament recuperar-la, però no ho aconsegueix. La policia recupera el farcell i, com que les inicials de John han estat estampades al sac, tot és rastrejable fins a ell.
Es fa una investigació i, per a gran plaer d'Stephen, un núvol de sospita planeja sobre John, que és torturat pel seu paper en la situació i contempla el suïcidi. Ell i la dona d'Stephen, la Marjorie, tenen sentiments l'un per l'altre. Stephen, per la seva banda, ha utilitzat la desaparició i la mort de la criada com a publicitat per als seus llibres. Buscant obtenir grans guanys econòmics, comença a escriure una novel·la específicament sobre el crim; en ella s'hi implica.
Les circumstàncies es resolen després que Stephen recorre a intents deliberats d'assassinat.

## Repartiment
- Louis Hayward com Stephen Byrne
- Jane Wyatt com a Marjorie Byrne
- Lee Bowman com a John Byrne
- Dorothy Patrick com a Emily Gaunt
- Ann Shoemaker com la senyora Ambrose
- Jody Gilbert com a Flora Bantam
- Peter Brocco com a Harry – Coroner
- Howland Chamberlain com a fiscal de districte
- Margaret Seddon com a senyora Whittaker, convidada a la festa
- Sarah Padden com a senyora Beach
- Kathleen Freeman com a Effie Ferguson, convidada a la festa
- Will Wright com a inspector Sarten
- Leslie Kimmell com el senyor Gaunt
- Effie Laird com la senyora Gaunt
- Bob Burns com a espectador de la sala de tribunals (sense acreditar)

## Antecedents de producció
El director Fritz Lang volia convertir el personatge de la minyona assassinada en una dona afroamericana, però la Codi Hays1Hays Office hi estava en contra, ja que el desig sexual entre negres i blancs es considerava problemàtic.

## Resposta crítica
Quan la pel·lícula es va estrenar per primera vegada, el crític de cinema de The New York Times, Bosley Crowther, va fer una anàlisi de la pel·lícula, escrivint: "... tenim por que ni la il·luminació ni l'emoció que un client podria esperar d'un melodrama tan parpellejant és proporcionat per aquesta pel·lícula... el guió de Mel Dinelli, basat en una novel·la d'A. P. Herbert, és tímid davant del melodrama genuí, proporciona poc en el camí de suspens (ja que sabeu que l'assassí està obligat a aconseguir el seu) i arriba a un final feble i alegre. Sembla que l'assassí és un novel·lista i inconscientment escriu una exposició al seu nou llibre. Aquesta és una manera tan miserable d'atrapar un home tal com coneixem."
Més recentment, el crític de cinema Tom Vick va elogiar la pel·lícula i va escriure: "Lang evoca bellament l'era victoriana amb la seva habitual atenció als detalls. La il·luminació discreta del director de fotografia Edward J. Cronjager omple la mansió Byrnes d'ombres fosques apropiades i la inquietant partitura d'avantguarda del compositor George Antheil és l'acompanyament perfecte per a aquest exercici de suspens esgarrifós i poc convencional."